# John Spencer, 1:e earl Spencer
John Spencer, 1:e earl Spencer, född den 19 december 1734 på Althorp , död den 31 oktober 1783 i Bath , son till John Spencer (1708-1746) och hans maka Lady Georgina Carteret (d. 1780).
Han blev viscount och baron Spencer of Althorp, 1765 utnämnd till earl Spencer och viscount Althorp av Georg III av Storbritannien. 
Gift 1755 med Margaret Georgiana Poyntz (1737-1814), dotter till diplomaten Stephen Poyntz.

## Barn
- Lady Georgiana Cavendish (1757-1806); gift 1774 med William Cavendish, 5:e hertig av Devonshire (1748-1811)
- George John, Lord Spencer (1758-1834); gift 1781 med Lady Lavinia Bingham (1762-1831)
- Lady Henrietta (Harriet) Frances (1761-1821); gift 1780 med Frederick Ponsonby, 3:e earl av Bessborough (1758-1844)